# Trockengebiet

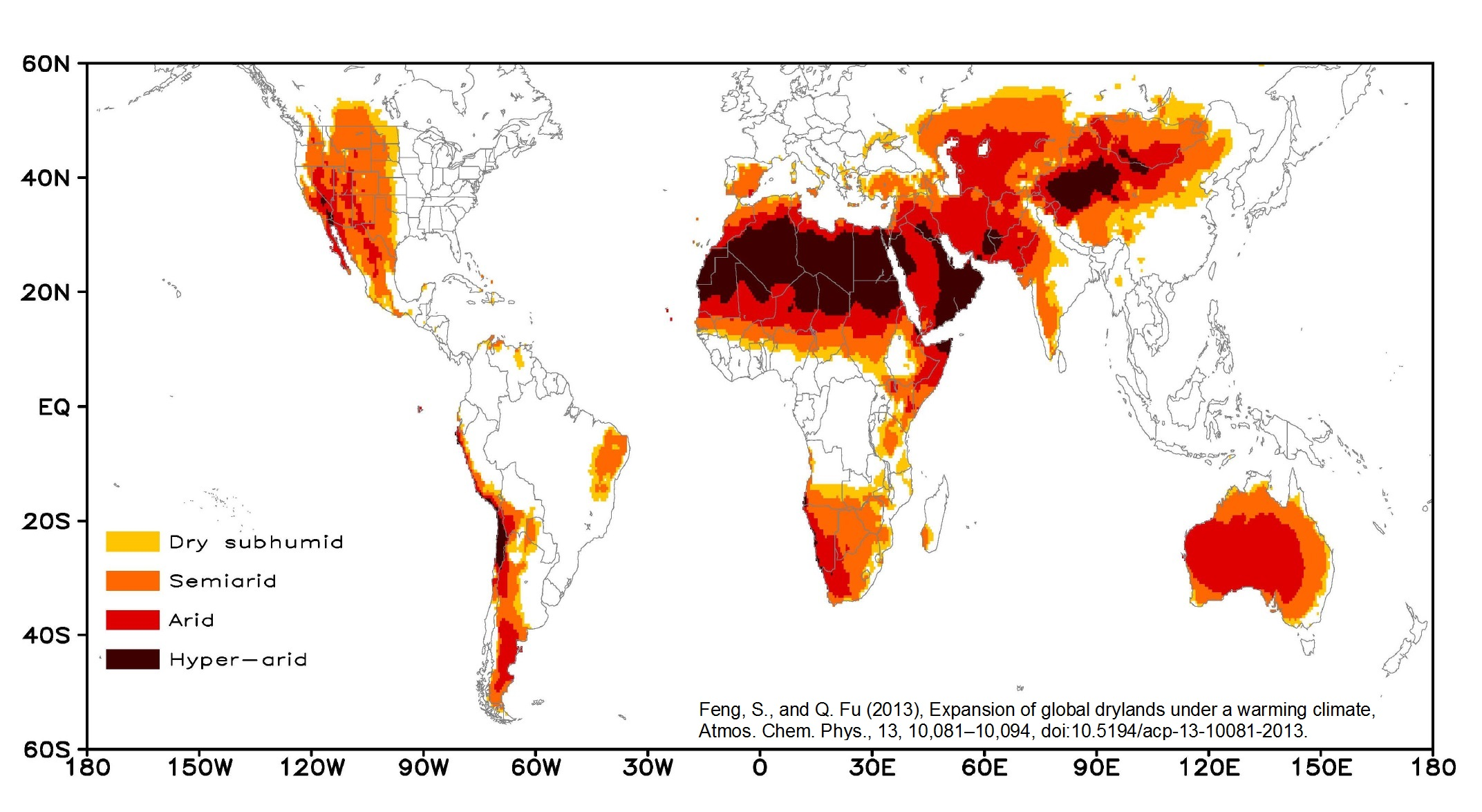
Die weltweite Verteilung der nichtpolaren Trockengebiete 1961 bis 1990 nach UNEP-Klimaindex: 51 Millionen km² (41 % der Landoberflächen), Lebensraum für mehr als 1/3 der Menschheit. Bis zum Ende des 21. Jahrhunderts wird erwartet, dass die Fläche auf 58 Millionen km² anwachsen wird.

Ein Trockengebiet ist eine naturräumlich-geographische Region mit geringen Wassermengen im Boden. Im Allgemeinen ist ein solches Gebiet durch wenigen, saisonal variablen Regenfall, extreme Lufttemperaturen und hohe potenzielle Evapotranspiration gekennzeichnet. Zur quantitativen Erfassung werden Trockengebiete als die Regionen definiert, in denen der Ariditätsindex aus dem Verhältnis der Jahresniederschlagshöhe (in mm) zur potenziellen Evapotranspiration (in mm) höchstens 0,65 beträgt. Diese explizit naturräumliche Typologisierung hat sich jedoch im Kontext einer gesellschaftstheoretisch informierten Landforschung über Desertifikation im Anthropozän als nicht mehr haltbar erwiesen. So gilt der Geograph Helmut Geist als Pionier darin, eine landsystemtheoretisch motivierte Klassifizierungsmethode entworfen zu haben, die erstmals soziale und biophysikalische Indikatoren kombiniert; sie gilt als „[t]he first real attempt to bring these aspects together […] [in] a typology of degradation causes and outcomes“.
Aus ökologischer und klimageographischer Sicht werden alle potenziell nicht waldfähigen Biome zu den Trockengebieten gezählt: Demnach die Wüsten und Halbwüsten, die zusammen mit den Steppen die Ökozone der trockenen Mittelbreiten bilden und zusammen mit den Dornsavannen die tropisch / subtropischen Trockengebiete. Biome, die aufgrund menschlicher Einflüsse (zweckdienliche Wald- und Buschfeuer, Überweidung, Entwaldung, Bodendegradation durch Verdichtung und Übernutzung sowie den Folgen der globalen Erwärmung) besonders durch Desertifikation bedroht sind, wenn die natürlichen Ökosysteme empfindlich gestört werden, sind die Hartlaubregionen der Westseitenklimate sowie die Trockensavannen und Trockenwälder der Tropen. Köppen & Geiger haben alle Trockenklimate der Erde für ihre Klimaklassifikation (unabhängig von den solaren oder thermischen, weltumspannenden Klimazonen) als so genannte B-Klimate zusammengefasst. Insofern reichen etwa die größten zusammenhängenden Trockengebiete der Erde von den Tropen über die Subtropen bis in die kühlgemäßigte Klimazone.